# NGC 5124
NGC 5124 is een elliptisch sterrenstelsel in het sterrenbeeld Centaur. Het hemelobject werd op 5 mei 1834 ontdekt door de Britse astronoom John Herschel.

## Synoniemen
- IC 4233
- ESO 444-27
- MCG -5-32-9
- PGC 46902